# Nadine Trintignant
Nadine Trintignant, nombre de soltera Lucienne Marquand (Niza, 11 de noviembre de 1934), es una directora, actriz, guionista y productora de cine francesa.

## Biografía
Nacida Lucienne Marquand, es hermana de los actores Sergé Marquand y Christian Marquand. Se casó en 1961 con Jean-Louis Trintignant, divorciado de Stéphane Audran. De este matrimonio nacieron tres hijos, Pauline, Marie (ambas fallecidas, la segunda asesinada por su pareja Bertrand Cantat) y Vincent Trintignant. Tras divorciarse, se casó con el director de cine Alain Corneau en 1997.
En 1971, militante activa del feminismo, tuvo ella misma un aborto y al ser favorable, firmó la petición a favor, denominada por la revista Charlie Hebdo el Manifiesto de las 343; por otro lado, ha pertenecido a la Organización Comunista Internacional. En 2012, dio el apoyo a la candidatura de Nicolas Sarkozy en la elección presidencial.

## Carrera

### Inicios
A los 15 años tuvo su primer contacto con la industria del cine como asistente de laboratorio. A partir de allí, trabajó en diferentes ocupaciones, desde montaje hasta dirección, con su primer trabajo acreditado como asistente en la película de 1955 Rififi. Después de Rififi, Trintignant editaría las películas Si Paris nous était conté (1956), Une Parisienne (1957), Une Vie (1965), Léon Morin, Prêtre (1961), L'eau a la bouche (1960), Le Coeur Battant (1961), Le Petit Soldat (1963), Les grands Chemins (1963), Le Chemin de la Mauvaise Route (1963), y Les Pas perdus (1964).

### Como directora
Trintignant hizo su debut como directora en el corto de 1965 Fragilité, ton nom est femme. Dos años después, escribió y dirigió Mon amour, mon amour, un film dramático sobre una joven que tiene un romance con un arquitecto y su lucha secreta sobre si abortar o no. El film fue nominado a la Palma de Oro en el Festival Internacional de Cannes de 1967.
Después de la muerte de su hija Pauline de nueve meses en 1970, Trintignant escribió y dirigió Ca n'arrive qu'aux autres, un film semiautobiográfico donde describe su tragedia personal. Realizado en 1971, el film fue protagonizado por Catherine Deneuve y Marcello Mastroianni como pareja que afrontan la muerte de su hija. Trintignant difuminó los límites entre la ficción y su vida de varias maneras: utilizó a su hermano Serge Marquand como el hermano del personaje de Deneuve, incluyó a su hija mayor Marie en varias escenas y usó imágenes reales e imágenes de su hija Pauline para representar al niño fallecido en la película.
El siguiente film de Trintignant, Défense de savoir, fue presentada en 1973, seguida de Le Voyage de noces en 1976. En la década de los 80, escribió y dirigió muchas películas centrándose en las relaciones a través de una lente feminista, como Premier Voyage (1980), L'été prochain (1985), y La maison de Jade (1988), a pesar del hecho de que, según críticos como Nina Darnton de The New York Times, el "fuego del movimiento de liberación de las mujeres ya no se avivaba a una llama tan brillante" por aquel entonces.
En 1991 Trintignant se unió con otros 30 directores para crear Contre L'Oubli para Amnistía Internacional. El proyecto consistió en 30 cortos, cada uno dirigido por un cineasta diferente emparejado con una personalidad pública y dedicado a hacer un llamamiento por los derechos humanos, centrándose en un preso político específico. Trintignant colaboró con su hija Marie para el corto de José Ramon García-Gómez de México.
En la década de los 90 y los 2000, Trintignant continuó haciendo películas en colaboración con su familia: Rêveuse Jeunesse (1994) y Fugeuses (1995) protagonizado por Marie; L'insoumise (1996) protagonizado tanto por Marie como por Jean-Louis Trintignant, y coescrita por su hijo Vincent; y L'île Bleu que también fue coescrita con Vincent. Su último trabajo fue en 2003 con Colette, une femme libre, un film protagonizado nuevamente por Marie. La repentina muerte de Marie ocurrió durante la producción de la película, pero sus escenas ya habían sido filmadas, por lo que Trintignant completó la película y se la dedicó a su hija.

### Novelista
Trintignant ha escrito diversas novelas, incluyendo Ton Chapeau au vestiaire (1997), Combien d'enfants (2001), y Le Jeune homme de la rue de France (2002). Después del fallecimiento de Marie, Trintignant escribió sus memorias Marie, ma fille (2003). Ha escrito también diferentes libros biográficos: entre ellos su  autobiografía J'ai été jeune un jour (2006); una colección de historias cortas que representan su dolor después de la muerte de Marie, Un étrange peine (2007); una memoria de su compañero Alain Corneau, Vers d'autres matins (2012); un homenaje a su madre, La voilette de ma mère (2014).

## Filmografía
Filmografía:

### Cinema
- 1967: Mon amour, mon amour, guionista, con Jean-Louis Trintignant, Valérie Lagrange, Michel Piccoli
- 1969: El ladrón de crímenes (Le Voleur de crimes)
- 1971: Angustia de un querer (Ça n'arrive qu'aux autres), guionista, con Catherine Deneuve, Marcello Mastroianni, Serge Marquand
- 1973: Prohibido saber (Defense de savoir), guionista, con Jean-Louis Trintignant, Michel Bouquet, Charles Denner
- 1975: Nuestros adulterios (Le Voyage de noces), guionista, con Jean-Louis Trintignant, Stefania Sandrelli
- 1980: Premier voyage, actriu, con Richard Berry, Patrick Chesnais, Vincent Trintignant
- 1985: El próximo verano (L'Été prochain), guionista, con Philippe Noiret, Claudia Cardinale, Jean-Louis Trintignant
- 1988: La casa de jade (La Maison de jade), guionista, con Jacqueline Bisset, Vincent Pérez
- 1991: Contre l'oubli, direccióe de un corto de tres minutos (con otros 29 directores) atendiendo a la llamada de Amnistía Internacional.
- 1995: Lumière et Compagnie, con Pernilla August, Romane Bohringer
- 1995: Fugueuses, guionista, con Marie Trintignant, Irène Jacob, Nicole Garcia

### Televisión
- 1976: Madame le juge, guionista
- 1986: Le Tiroir secret (1 episodio a las 6)
- 1986: Qui c'est ce garçon ? (1 episodio)
- 1990: Hôtel des caravaniers
- 1992: Une mère, coguionista
- 1992: Lucas
- 1993: Rêveuse Jeunesse
- 1995: L'Insoumise, coautor con Vincent Trintignant
- 1997: L'île bleue, coadaptación y diálogos con Vincent Trintignant
- 1999: Victoire, ou la douleur des femmes
- 2003: Colette, une femme libre

## Teatro

### Puesta en escena
- 2010: Ce soir j'ovule de Carlotta Clerici, Teatre des Mathurins

## Obras escritas
- Ton chapeau au vestiaire, (Fayard, 1997)
- Combien d'enfants (Stock, 2001)
- Le jeune home de la rue de França, novela (Fayard, 2002)
- Ma fille, Marie, Biografía de su hija, Marie Trintignant, escrita después de la muerte de esta (Fayard, 2004)
- J'ai été jeune un jour Biografía (Fayard, 2006)
- Une étrange peine, recopilación de novelas cortas (Fayard, 2007)
- Les silencieuses, novela (Fayard, 2009)
- La dormeuse, novela (Fayard, 2011)
- La voilette de ma mère, (Fayard, 2014)